# 天才 (馬)
天才（英語：Secret Weapon），是一匹曾經在英國和香港出賽的賽駒，來港後練馬師是葉楚航。

## 簡介
2015年4月19日，「天才」打開其在港的勝利之門。
2016年2月6日，韋達策騎「天才」勝出香港三級賽百週年紀念銀瓶。賽後，韋達道說：「『天才』的陣上表現，一直證明其質素不俗，我已有一、兩年未有策騎負此最低磅位的馬匹出賽，但我仍願意為牠造此磅位，顯示牠在我心目中的地位，事實上，為夥拍此駒，我要減去接近七磅。」練馬師葉楚航說道：「早於上個月我前往紐西蘭出席週歲馬拍賣會時，我已預料『天才』今仗將負113磅，我當時已問韋達可否策騎此駒上陣。結果他花了兩天時間考慮，而他給我的答案是：『好的，我將會減磅以策騎牠角逐。』韋達願意造此最低磅位，反映馬兒實力相當，對於韋達來說，要造到此磅位並非易事，但我們終於能贏得頭馬，即使勝來卻有點驚險。」
2016年11月20日，羅理雅策騎「天才」勝出國際二級賽馬會盃。賽後，羅理雅說道：「早段『期惑』和另外兩駒走出大外疊，走勢有少許欠順。我的坐騎則居後伺機衝刺，居於莫雷拉策騎的『軍事出擊』之後。其後，我們順利跟隨該駒加速上前。牠跑2000米途程走勢強勁，大家可預期牠到了香港國際賽事日表現有望更進一步。」練馬師葉楚航表示：「我認為2000米是此駒最佳途程，所以我們會以三週後的香港盃為目標。」
2016年12月11日，潘頓策騎「天才」出戰國際一級賽香港盃，僅負於日本代表「滿樂時」，取得第二名。
2017年2月26日，羅理雅策騎「天才」出戰國際一級賽香港金盃，僅負於「明月千里」及「將男」，取得第三名，翌年宣布退役。

## 同父馬
曾於香港服役出賽並曾勝出大賽的同父馬包括：
- 戰利品：曾勝出HKG1 香港打吡大賽（2015）

## 在港勝出賽事全紀錄
| 比賽日期   | 賽事名稱               | 賽事班次 | 賽道 | 賽事路程 | 比賽馬場 | 名次 | 完成時間 | 騎師   |
| ---------- | ---------------------- | -------- | ---- | -------- | -------- | ---- | -------- | ------ |
| 19/04/2015 | 護老樂融融讓賽         | 第三班   | 草地 | 1600米   | 沙田馬場 | 1    | 1:34.00  | 韋達   |
| 31/05/2015 | 風雲小子讓賽           | 第三班   | 草地 | 1600米   | 沙田馬場 | 1    | 1:35.51  | 韋達   |
| 04/10/2015 | 啄木鳥讓賽             | 第二班   | 草地 | 1600米   | 沙田馬場 | 1    | 1:35.17  | 韋達   |
| 08/11/2015 | LA COLLINE讓賽         | 第二班   | 草地 | 1600米   | 沙田馬場 | 1    | 1:34.55  | 韋達   |
| 06/02/2016 | 百週年紀念銀瓶（讓賽） | HKG3     | 草地 | 1800米   | 沙田馬場 | 1    | 1:47.21  | 韋達   |
| 20/11/2016 | 浪琴表馬會盃（讓賽）   | G2       | 草地 | 2000米   | 沙田馬場 | 1    | 2:00.92  | 羅理雅 |

## 在港一級賽出賽全紀錄
| 比賽日期   | 賽事名稱         | 賽事班次 | 賽道 | 賽事路程 | 比賽馬場 | 名次 | 完成時間 | 騎師   |
| ---------- | ---------------- | -------- | ---- | -------- | -------- | ---- | -------- | ------ |
| 28/02/2016 | 花旗銀行香港金盃 | G1       | 草地 | 2000米   | 沙田馬場 | 7    | 2:01.90  | 韋達   |
| 01/05/2016 | 冠軍一哩賽       | G1       | 草地 | 1600米   | 沙田馬場 | 11   | 1:35.04  | 安國倫 |
| 11/12/2016 | 浪琴表香港盃     | G1       | 草地 | 2000米   | 沙田馬場 | 2    | 2:01.42  | 潘頓   |
| 30/01/2017 | 董事盃           | G1       | 草地 | 1600米   | 沙田馬場 | 11   | 1:35.44  | 羅理雅 |
| 26/02/2017 | 花旗銀行香港金盃 | G1       | 草地 | 2000米   | 沙田馬場 | 3    | 2:03.91  | 羅理雅 |
| 30/04/2017 | 愛彼女皇盃       | G1       | 草地 | 2000米   | 沙田馬場 | 6    | 2:05.16  | 潘頓   |
| 10/12/2017 | 浪琴表香港盃     | G1       | 草地 | 2000米   | 沙田馬場 | 7    | 2:02.74  | 羅理雅 |
| 25/02/2018 | 花旗銀行香港金盃 | G1       | 草地 | 2000米   | 沙田馬場 | 8    | 2:01.55  | 郭能   |

## 外部連結
- . 2016-02-06  [2016-02-06]. （原始内容存档于2021-06-22）.
- . 2016-11-20  [2016-11-20]. （原始内容存档于2025-01-22）.